# Myslotín
Myslotín (německy Myslotin) je vesnice, část Pelhřimova. Je vzdálen 3 km jihozápadně od Pelhřimova a leží mezi vesnicemi Ondřejov, Libkova Voda, Vokov, Vlásenice. Žije zde 143 obyvatel.
Jako kulturní památka se v obci uvádí návesní kaplička se stanovou šindelovou střechou a zvoničkou. Postavena byla kolem roku 1607 a rekonstruována v roce 2012.

## Historie
Někdy se též psalo Mislotin, měl už ve XIV. století hatě, což byly mosty spletené z proutí, usnadňující přechody přes bažinatá místa. Název "Hatě" se tam zachoval dodnes. V XV. století byla tato osada majetkem pelhřimovské fary. Část Myslotína držel roku 1413 kněz Jan z Pelhřimova, tedy první písemná zmínka.

## Obecní správa
V letech 1869–1950 k obci patřil Vokov.